# Gozzo von Krems
Gozzo von Krems (Mittelhochdeutsche Aussprache: /ɡosːo/, * im 13. Jahrhundert; † um 1291 in Zwettl) war
Stadtrichter und Errichter der Gozzoburg in Krems sowie Landschreiber von Oberösterreich.

## Leben
Gozzo stammte aus dem nördlichen Weinviertel und war zwischen 1246 und 1282 mehrmals Stadtrichter von Krems. Als reicher Bürger erwarb er immer wieder Ämter wie das des Schlüsselamtmanns, des Vorstands des Zoll- und Mautamts. Er wurde ein bedeutender Unterstützer der Herrschaft Ottokars von Böhmen in Österreich und einer der mächtigsten Männer des Landes.
1270 wurde Gozzo comes camerae (Kammergraf) genannt, 1273 führte er den Titel officialis domini Regis Bohemiae in Anaso, also Beauftragter oder Amtmann des Königs von Böhmen für Österreich ob der Enns. Ab 1273 war er Kammerprokurator in Enns und bezog außerdem den Zehent von seinen Gütern in Diendorf am Kamp, Zwettl und Stratzing. Er wird auch als rector officiorum per Austriam erwähnt. Er war der Bauherr der etwa 1250 bis 1275 errichteten Gozzoburg.
Auch nach der Niederlage Ottokars konnte Gozzo unter Rudolf von Habsburg seine Stellung bewahren und blieb als Landschreiber für die Finanzverwaltung von Österreich ob der Enns zuständig. Im Jahr 1288 trat Gozzo in den Zisterzienserorden ein und wurde Mönch im Stift Zwettl. In einer Urkunde des Stifts vom 17. Mai 1292, in der Gozzos Sohn Irnfried eine Schenkung seines Vaters bestätigt, scheint Gozzo bereits als Verstorbener auf.